# Cyclamen cilicium
Cyclamen cilicium (Boiss. & Heldr., 1849) è una pianta erbacea della famiglia Primulaceae, originaria dell'Asia Minore.

## Descrizione
Specie semirustica che raggiunge l'altezza di 10 cm, dotata di foglie di forma arrotondata – cordate, con una variegatura argentea. I fiori sbocciano in ottobre–novembre, sono grandi 1–2 cm e di colore rosa pallido macchiato di rosso alla base della corolla. Spesso compaiono prima delle foglie.